# Pablo Ibarluzea
Pablo Ibarluzea Garmilla (1980- ) es un actor, director y pedagogo teatral español.
Pablo Ibarluzea es un prestigioso actor y pedagogo vasco que destaca por su labor escénica centrada especialmente en el teatro físico, máscara y clown. En su labor docente es profesor de Movimiento, Máscara Neutra y Clown de l'École Philippe Gaulier de París. Realiza cursos sobre estas materias teatrales en diferentes países del mundo como España, Francia, Inglaterra, Irlanda, Noruega, Suecia, Brasil o Argentina. Fundador y director de la  Escuela internacional PABLO IBARLUZEA International School con sede en Bilbao (Vizcaya) especializada en  Teatro Físico-Gestual, la creación colectiva, el Bufón, la tragedia griega, la máscaras y la arquitectura del espacio dramático.
Miembro  de “Cirque de Légume” es una compañía Irlandesa de Teatro Gestual creada en 2009 por Jaimie Carswell, que mantiene un espectáculo con el mismo nombre, del que Ibarluzea es clown y director,  que ganó el   premio especial del jurado en el  festival 1st Irish de Nueva York.

## Biografía
Pablo Ibarluzea nació en la localidad alavesa de Llodio, en el País Vasco, España, el 18 de septiembre de 1980. Su primera experiencia escénica la tuvo con cinco años de edad en una actuación en Orduña. Después de realizar el bachillerato se trasladó a Barcelona, donde comenzó comenzando los estudios de Ingeniero Técnico Telecomunicaciones sin que llegara a terminarlos. En el año 2001, se matriculó en la escuela de teatro  "Estudis Escénics El Timbal", finalizando esta parte de su formación actoral en 2003. Al año siguiente se trasladó a París (Francia) para ingresar en la École Internationale de Théâtre Jacques Lecoq de donde se diploma en 2006. Seguidamente se formó al Clown con el maestro Philippe Gaulier, en cuya escuela imparte cursos de Movimiento de manera regular.
En el año 2008 fija su residencia en Llodio y funda la compañía YINdeYAN Teatro y crea la acción formativa Laboratorio Internacional de YINdeYAN: Teatro Físico, Máscaras y Clown, al que acuden cada año alumnos y alumnas venidos de todo el mundo (Australia, Canadá, EE. UU., México, Argentina, Brasil, Portugal, Francia, Inglaterra, Polonia, Israel, Alemania, Italia...).  Participa como Clown en el espectáculo "DRALIÓN" del Cirque du Soleil en donde se incorporó en 2010
En el año 2009 funda junto al irlandés Jaimie Carswell, y la inglesa Nancy Troter-Landry la compañía “Cirque de Légume” de Teatro Gestual con la que crean un espectáculo con el mismo nombre que ha realizado una extensa gira internacional siendo galardonado con el Premio Especial del Jurado en el 1st Irish Theatre Festival de Nueva York y el Bewleys Theatre Award del Dublin Fringe Festival obteniendo allí la nominación al Mejor Actor Masculino.
Entre sus espectáculos destaca el realizado con la compañía Carambola " Les Clown-nez " (Clown) con el que obtuvo el premio Jeunes Talents de Paris. y en el espectáculo de máscaras "Amour" producido por la compañía vasca Marie de Jongh que recibió un premio MAX en el año 2017 el premio FETEN al mejor espectáculo.